# Coupe des Pays-Bas de football 1949-1950
Navigation
Édition précédente Édition suivante
La Coupe des Pays-Bas de football 1949-1950, nommée la KNVB beker, est la 39e édition de la Coupe des Pays-Bas. En raison du manque d'intérêt du public et du peu de motivation des clubs, la KNVB a décidé d'annuler la coupe nationale à partir de la prochaine saison. Ce n'est qu'à la saison 1956-1957 que le tournoi de la coupe néerlandaise sera relancé.

## Finale
La finale se joue le 24 juin 1950 au stade Feijenoord à Rotterdam. Le PSV Eindhoven bat le HFC Haarlem 4 à 3, après prolongation. À la fin du temps règlementaire les deux équipes sont à égalité 3 à 3. Le PSV remporte son premier titre.